# Буайе, Люсьен
Люсье́н Буайе́ (фр. Lucienne Boyer, 18 августа 1901 — 6 декабря 1983) — французская певица.
Её самая известная песня — «Parlez-moi d’amour». Она была её первым исполнителем.